# Keizersdijk
Keizersdijk is een buurtschap in de gemeente Hoeksche Waard in de Nederlandse provincie Zuid-Holland. Het ligt een paar honderd meter ten noorden van de plaats Strijen.